# Scudo della Guiana

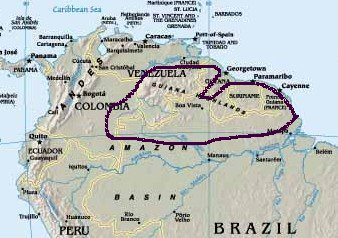
Estensione delle rocce precambriche dello scudo

Lo scudo della Guiana è uno scudo corrispondente alla porzione settentrionale del cratone Amazzonico. Geograficamente coincide con il Massiccio della Guiana, situato tra Colombia, Guyana, Suriname, Guyana francese, Brasile e Venezuela. Si compone di rocce del Proterozoico datate tra 2,5 e 1,9 Ga, principalmente arenarie, quarziti, scisti e conglomerati intrusi da filoni strato di rocce mafiche (gabbri) più recenti.

## Ecologia

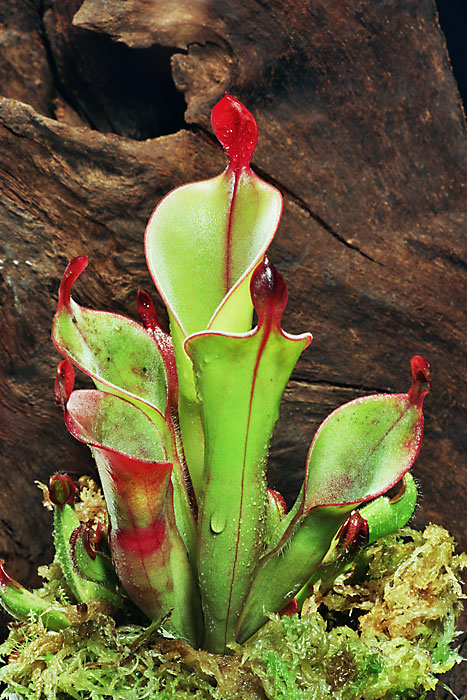
Heliamphora chimantensis, endemismo del Massiccio del Chimantá, sul versante venezuelano dello scudo della Guiana.

Lo scudo della Guiana è una delle regioni con la maggiore biodiversità del mondo, ed è caratterizzata da un elevato numero di specie endemiche. La regione ospita oltre 3000 specie di vertebrati: 1168 pesci di acqua dolce, 269 anfibi (54% endemici), 295 rettili (29%), 1004 uccelli (7.7%) e 282 mammiferi (11%). La biodiversità degli invertebrati è ancora largamente non documentata, ma sono note numerose specie endemiche di farfalle e coleotteri. La vita vegetale è altrettanto ricca, annoverando oltre 13.000 specie di piante vascolari, circa il 40% delle quali è endemico della regione.
Nella regione sono presenti numerose aree naturali protette tra cui la Foresta di Iwokrama, il Parco nazionale di Kaieteur e il Parco nazionale Kanuku in Guyana, la Riserva naturale del Suriname centrale (Patrimonio dell'umanità dell'UNESCO), il Parco amazzonico della Guyana francese, il Parco nazionale di Tumucumaque in Brasile, il Parco nazionale di Canaima, il Parco nazionale Parima-Tapirapeco e il Parco nazionale Serranía La Neblina in Venezuela. Nel 2014, il Governo della Colombia ha designato un'area di circa 250 ha dello scudo come zona umida protetta ai sensi della convenzione di Ramsar.